# Championship Auto Racing Teams
La Championship Auto Racing Teams (CART) fue un campeonato de automovilismo basado en Estados Unidos, disputado con monoplazas entre los años 1979 y 2003. En 2004, fue adquirido por la Open-Wheel Racing Series Inc. (OWRS) tras problemas financieros y transformada en el Champ Car, que desapareció en 2008.
Fue fundado en 1979 por propietarios de equipos del United States Auto Club (USAC) tras conflictos con la organización y sucedió al Campeonato Nacional del USAC. Esa primera temporada llevó el nombre de SCCA/CART Indy Car Series. Posteriormente se llamó CART PPG Indy Car World Series y CART FedEx Championship Series. Incluso, su última temporada, antes de ser adquirida por la OWRS, llevó el nombre de Champ Car.
En 1996, nuevos conflictos derivaron en la creación de la Indy Racing League (actual IndyCar Series), que se convirtió en una serie rival de la CART hasta la desaparición de esta última.

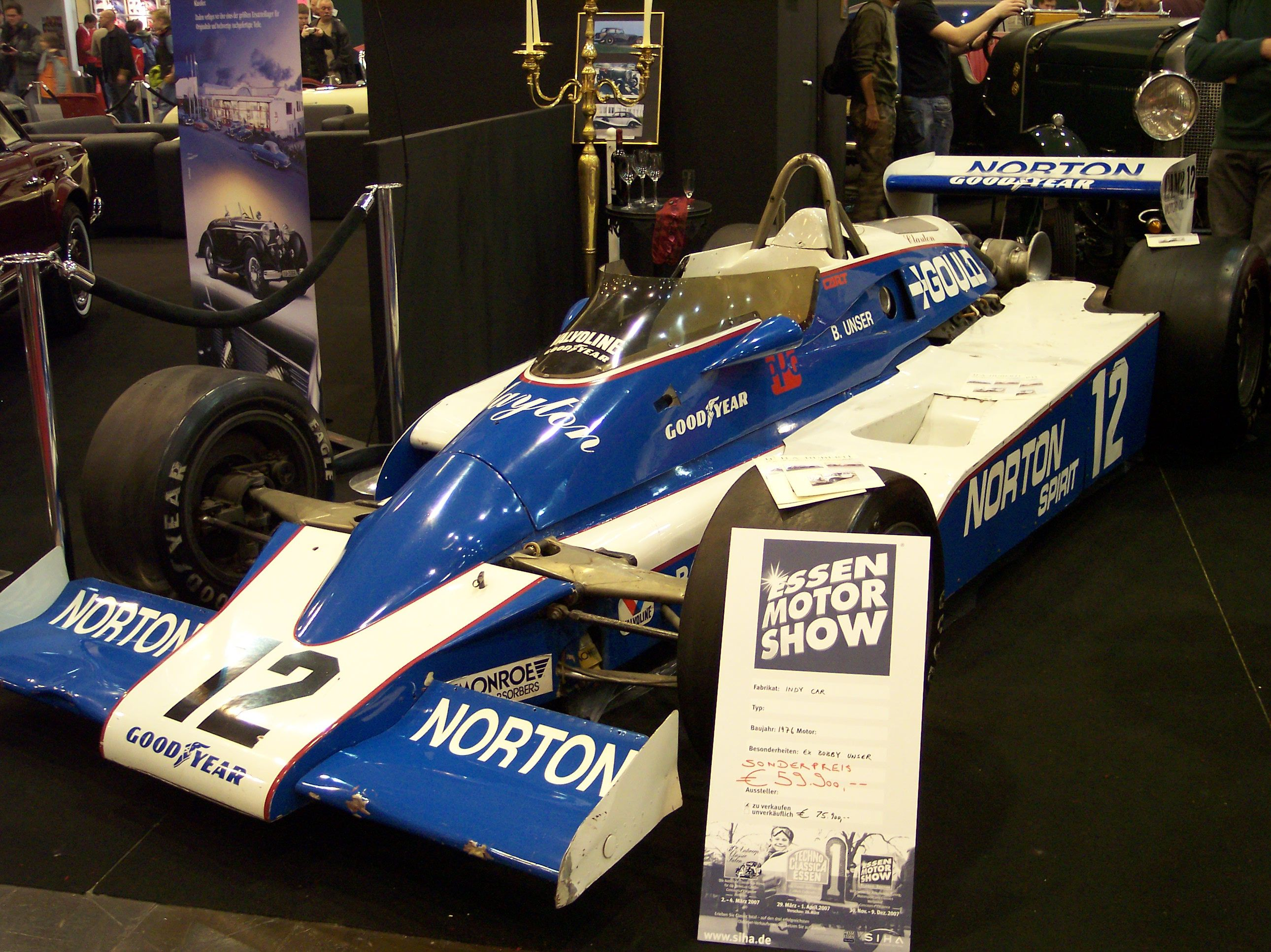
Penske de la serie CART de 1979 que pilotó Bobby Unser.

## Historia

Primer logo de la serie, utilizado entre 1979 a 1991.

Logo utilizado en la temporada 2003.

En 1909, la Asociación Automovilística Estadounidense (American Automobile Association, AAA por sus siglas en inglés) se convirtió en la primera entidad de automovilismo en los Estados Unidos al crear el campeonato nacional. Después del desastre de Le Mans en 1955, la AAA se retiró del automovilismo, y en 1956 Tony Hulman fundó el Automóvil Club de los Estados Unidos (United States Automobile Club, USAC por sus siglas en inglés), para hacerse cargo de la organización del Campeonato Nacional del USAC.

### Formación de la CART
La separación de la USAC en 1978 fue impulsada por un grupo de activistas propietarios de vehículos, quienes vieron a esta entidad como un organismo de sanciones. Asimismo el grupo de aficionados reclamaron la mala promoción, y se aliaron con Dan Gurney, quien en 1978 escribió lo que llegó a ser conocido como el Libro blanco de Gurney, en el cual proponía un plan para la creación de una organización llamada Championship Auto Racing Teams (CART). Gurney se inspiró en las mejoras que Bernie Ecclestone había implementado en la Fórmula 1 con la creación de la Asociación de Constructores de Fórmula 1. El libro blanco convocó a los dueños de los equipos para que se formase la CART, o un grupo de defensa nacional que promoviese el Campeonato Nacional del USAC e hiciese el trabajo que esta entidad no hacía. El grupo también trabajaría para negociar los derechos televisivos, y mantener algunos asientos en el órgano rector la USAC. Gurney se unió a otros líderes de equipos incluidos Roger Penske y Pat Patrick, quienes enviaron sus demandas a la USAC, sin embargo estas fueron rechazadas.
El rechazo de la propuesta por parte de la USAC llevó a los tres propietarios a formar una nueva serie (CART), bajo los principios establecidos en el Libro Blanco de Gurney. La nueva serie rápidamente obtuvo el apoyo de la mayoría de los equipos y sus propietarios, con la excepción de A.J. Foyt, la temporada inaugural de la CART se celebró en 1979.
La novedad de la organización, le impidió ser reconocido por los representantes de la Federación Internacional del Automóvil en los Estados Unidos. Un acuerdo fue alcanzado con el Sports Car Club of America (SCCA), donde el SCCA actuaría como órgano para sancionar la nueva serie, lo que permitiría que los eventos fueran enumerados en el calendario internacional automovilístico.
Con la excepción del equipo de Foyt, los equipos más consolidados iniciaron la temporada, que constaba de 20 carreras, de las cuales 13 formaban parte del campeonato CART de 1979, de las 10 pistas para acoger carreras, 5 recibirían exclusivamente competencias de la CART, y solo Ontario Motor Speedway acogería competencias de ambas series.

### Predominio de los pilotos extranjeros
La CART al igual que su predecesor la USAC, fue dominada por los pilotos estadounidenses entre ellos Mario Andretti, Bobby Rahal y Danny Sullivan. Algunos encontraron el éxito en la serie, después lo logró el excampeón de la Fórmula 1 Emerson Fittipaldi, lo que llevó a otros pilotos de América del Sur y Europa se sumaran a la serie.
El piloto británico Nigel Mansell, campeón de la F1 en 1992, llegó a la serie en 1993 y venció al brasileño Emerson Fittipaldi en el campeonato. La victoria de Mansell junto a la desastrosa presentación en F1 del campeón de la serie CART de 1991, Michael Andretti, fue vista como una muestra de la superioridad de los pilotos no estadounidenses. Esto, combinado con el movimiento de la CART para incluir más circuitos mixtos en sustitución de los óvalos, provocó un rompimiento de la serie después de la temporada de 1995 debido a una disputa entre los dueños de CART y Tony George, dueño del Indianapolis Motor Speedway.

### Ruptura con la Indy Racing League y declive

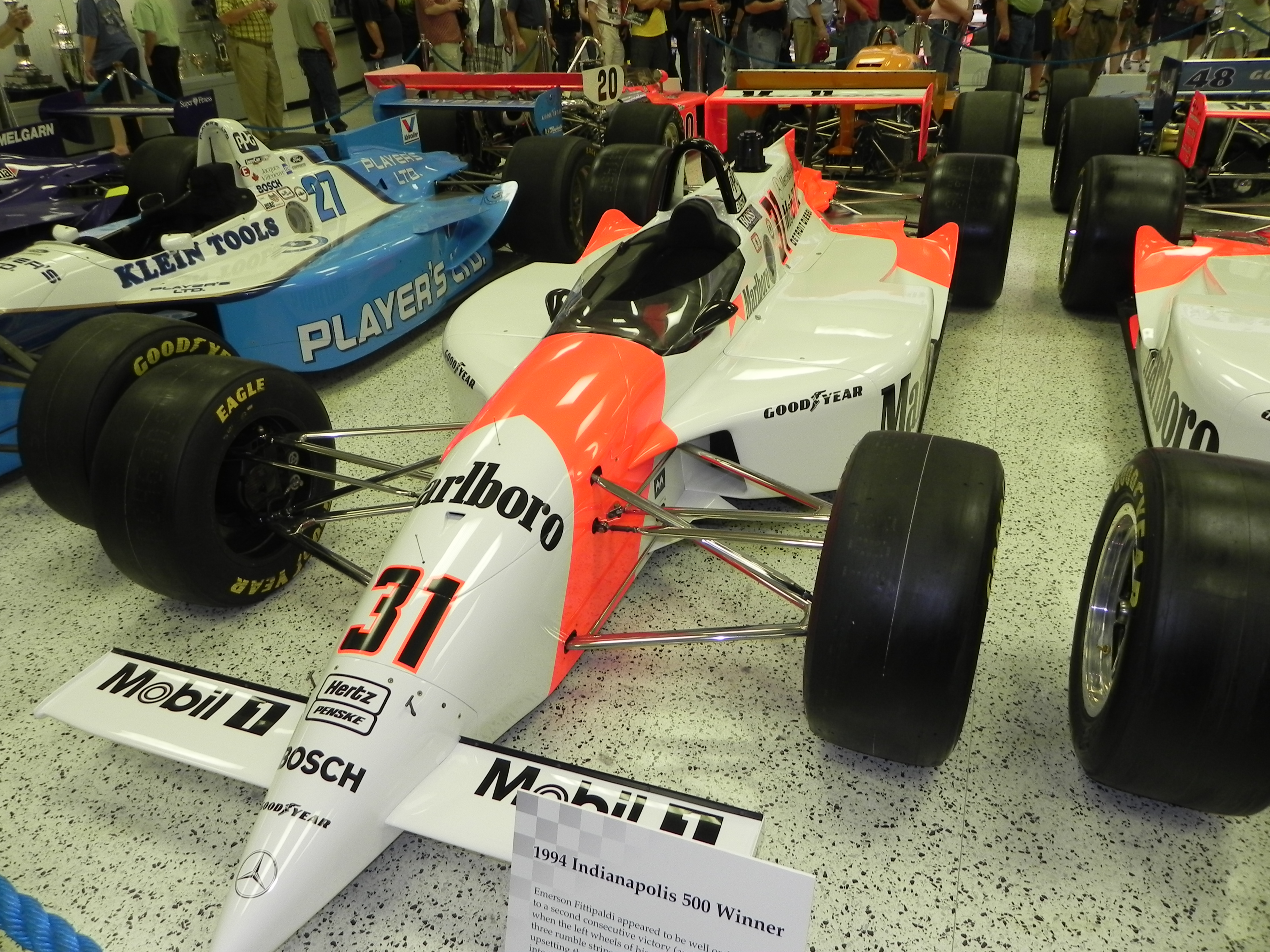
El PC23 del equipo Penske Racing, que inició una serie de largas polémicas, antecedentes de la futura ruptura.

Después de su dimisión de la junta directiva de la CART, George pasó a formar una nueva categoría la Indy Racing League que inicialmente incluía un calendario de carreras solo en óvalos, todos disputados en suelo estadounidense y en su mayoría con pilotos estadounidenses.
En marzo de 1996, CART presentó una demanda contra la empresa Indianapolis Motor Speedway (IMS, propiedad de Tony George) en un esfuerzo por proteger la marca IndyCar, marca que el Indianapolis Motor Speedway había intentado hacer desaparecer. En abril, IMS presentó una contrademanda para impedir que tampoco la CART pueda usar de la marca. Finalmente un acuerdo fue alcanzado, donde se acordó la renuncia a la marca IndyCar tras la temporada de 1996 de la CART IndyCar World Series, y la IRL quedó impedida de usarla hasta después de la temporada de 2002.
Durante la temporada de 1996 de la IRL, George utilizó las 500 Millas de Indianápolis como su carta de triunfo. En respuesta CART intento crear una competencia rival más importante, la U.S. 500 en el Michigan International Speedway el mismo día de las 500 Millas de Indianápolis. Sin embargo, esta carrera tuvo un comienzo desastroso con un accidente que involucró a varios participantes, y forzó una bandera roja con un posterior reinicio de la carrera. Al año siguiente, la carrera cambió de fecha a julio, por lo que dejó de enfrentarse a las 500 Millas de Indianápolis, y se mantuvo en el calendario hasta 1999. No obstante, un día antes de las 500 de Indianápolis, se corrieron carreras en Gateway entre 1997 y 1999.
En el año 2000, Chip Ganassi tomó la decisión de regresar a las 500 millas de Indianápolis con sus pilotos Jimmy Vasser y Juan Pablo Montoya, campeón de la serie en 1999. Con una dominante performance, liderando 167 de las 200 vueltas para ganar, Montoya ganó la carrera y la derrota fue humillante para los equipos de la IRL. Sin embargo, el real ganador en la situación fue Tony George por hacer regresar uno de los equipos de CART y sus patrocinadores para correr con los participantes de la IRL. Un año después, Roger Penske, un histórico de CART y de mayor éxito en Indianápolis como dueño de equipo, también regresó y ganó, además, los pilotos provenientes de CART lograron los seis primeros lugares de la carrera.
El punto de inflexión de la rivalidad de las series fue 2001. CART intentó llevar a cabo una carrera en el Texas Motor Speedway, la Firestone Firehawk 600, pero los equipos fueron tomados por sorpresa con los efectos de las fuerza g en una pista de 24 grados de peralte que causaron mareos y desorientación en varios pilotos. CART no pudo lograr que los autos corran de manera más segura, haciendo que la carrera fuera aplazada y luego cancelada, lo que llevó a TMS a realizar una demanda a la categoría. CART perdió en el último trimestre de 2001 $1.7 millones de dólares. Mientras que el ente fiscalizador fue elogiado por muchos por no poner sus conductores en peligro, la cancelación de la carrera y la demanda posterior fue un duro golpe para el prestigio de la serie.
Para el 2002, Penske entró de manera fija a la IRL y luego harían lo propio Chip Ganassi (aunque ya mandando un piloto en 2002), Mo Nunn y Green (luego renombrado como Andretti Green) para el 2003. Asimismo, las carreras de Homestead, Gateway, Fontana, Nazareth, Míchigan y Motegi entraron como eventos para la categoría rival. Honda y Toyota también se mudaron a la IRL para esa misma temporada.

### Bancarrota
En 2002, FedEx anunció el fin a su patrocinio como título de la serie CART al concluir la temporada. En otro golpe, Honda y Toyota se trasladaron a la Indy Racing League después de 2002. Por ello, CART decidió renombrarse y reformarse en sí. A partir de 2003, CART empezó a promocionarse como Bridgestone Presents the Champ Car World Series Powered by Ford.
Debido a la pérdida de su patrocinador principal y dos proveedores de motores, las acciones de CART se desplomaron a USD$25 por acción y la organización se declaró en bancarrota en 2003, luego de terminada esa temporada y los activos fueron objeto de liquidación. Tony George, hizo una oferta de ciertos activos de la empresa, mientras que un trío de propietarios de equipos de CART (Gerald Forsythe, Paul Gentilozzi, Kevin Kalkhoven), junto con Dan Pettit, también hicieron una oferta, llamando a su grupo Open Wheel Racing Series (OWRS). La oferta de George fue solamente un esfuerzo por eliminar cualquier rival de la Indy Racing League. Sin embargo, si la oferta de George (que era en realidad superior a la oferta OWRS) hubiera sido la vencedora exitosa de la venta, muchos a los que se les debía dinero de parte de CART, no recibirían su pago. Por lo tanto, un juez dictaminó que el grupo de OWRS debería ser el comprador.

## Televisión
En sus inicios, las transmisiones por televisión de la CART estaban repartidas entre NBC, ABC e ESPN. NBC se retiró al finalizar la temporada de 1990 aunque transmitió la carrera de Toronto en 1994. CBS también emitió carreras desde 1989 hasta 1991 así como la carrera de Nazareth en 1995. ABC e ESPN continuaron como emisoras del evento hasta la 2001.
En las temporadas 2002 y 2003 de la Champ Car, las transmisiones eran compartidas por CBS y Speed Channel (aunque Fox transmitió la carrera de Long Beach), mientras que Spike TV emitió la temporada 2004. También entre 2002 y 2004, algunas carreras se emitieron por HDNet en alta definición.
Fuera de Estados Unidos, Eurosport emitía la CART en Europa desde 1993 hasta su última temporada. En Latinoamérica, ESPN emitía la CART.

## Circuitos
| - Nazareth Speedway (1987-2001) - Atlanta (1979, 1981-1983) - Cicero (1999-2002) - Fontana (1997-2003) - Gateway (1997-2000) - Homestead (1996-2000) - Indianapolis (1979-1995) - Míchigan (1979-2001) - Milwaukee (1980-2003) - New Hampshire (1992-1995) - Ontario (1979-1980) - Phoenix (1979-1995) - Pocono (1980-1989) - Texas (2001) - Trenton (1979) | - Cleveland (1982-2003) - Denver (1990-1991, 2002-2003) - Detroit (1989-2001) - Houston (1998-2001) - Laguna Seca (1983-2003) - Las Vegas (1983-1984) - Long Beach (1984-2003) - Meadowlands (1984-1991) - Miami (1985-1988, 1995, 2002-2003) - Mid-Ohio (1980, 1983-2003) - Portland (1984-2003) - Riverside (1981-1983) - Road America (1982-2003) - San Petersburgo (2003) - Watkins Glen (1979-1981) | - Brands Hatch (2003) - Nelson Piquet (1996-2000) - México (1980-1981, 2002-2003) - Monterrey (2001-2003) - Montreal (2002-2003) - Motegi (1998-2002) - Rockingham (2001-2002) - Sanair (1984-1986) - Surfers Paradise (1991-2003) - Toronto (1986-2003) - Vancouver (1990-2003) - EuroSpeedway (2001, 2003) |

## Campeones
| Año                                                                                   | Campeón                  | Equipo                   | Automóvil                | Jim Trueman Novato del Año |
| SCCA/CART IndyCar Series                                                              | SCCA/CART IndyCar Series | SCCA/CART IndyCar Series | SCCA/CART IndyCar Series | SCCA/CART IndyCar Series   |
| ------------------------------------------------------------------------------------- | ------------------------ | ------------------------ | ------------------------ | -------------------------- |
| 1979                                                                                  | Rick Mears               | Penske                   | Penske-Cosworth          | Bill Alsup                 |
| CART IndyCar World Series                                                             |                          |                          |                          |                            |
| 1980                                                                                  | Johnny Rutherford        | Chaparral                | Chaparral-Cosworth       | Dennis Firestone           |
| 1981                                                                                  | Rick Mears               | Penske                   | Penske-Cosworth          | Bob Lazier                 |
| 1982                                                                                  | Rick Mears               | Penske                   | Penske-Cosworth          | Bobby Rahal                |
| 1983                                                                                  | Al Unser                 | Penske                   | Penske-Cosworth          | Teo Fabi                   |
| 1984                                                                                  | Mario Andretti           | Newman/Haas              | Lola-Cosworth            | Roberto Guerrero           |
| 1985                                                                                  | Al Unser                 | Penske                   | March-Cosworth           | Arie Luyendyk              |
| 1986                                                                                  | Bobby Rahal              | Truesports               | March-Cosworth           | Dominic Dobson             |
| 1987                                                                                  | Bobby Rahal              | Truesports               | Lola-Cosworth            | Fabrizio Barbazza          |
| 1988                                                                                  | Danny Sullivan           | Penske                   | Penske-Chevrolet         | John Jones                 |
| 1989                                                                                  | Emerson Fittipaldi       | Patrick                  | Penske-Chevrolet         | Bernard Jourdain           |
| 1990                                                                                  | Al Unser Jr              | Galles                   | Lola-Chevrolet           | Eddie Cheever              |
| 1991                                                                                  | Michael Andretti         | Newman/Haas              | Lola-Chevrolet           | Jeff Andretti              |
| 1992                                                                                  | Bobby Rahal              | Rahal/Hogan              | Lola-Chevrolet           | Stefan Johansson           |
| 1993                                                                                  | Nigel Mansell            | Newman/Haas              | Lola-Ford                | Nigel Mansell              |
| 1994                                                                                  | Al Unser Jr              | Penske                   | Penske-Ilmor             | Jacques Villeneuve         |
| 1995                                                                                  | Jacques Villeneuve       | Green                    | Reynard-Ford             | Gil de Ferran              |
| 1996                                                                                  | Jimmy Vasser             | Ganassi                  | Reynard-Honda            | Alex Zanardi               |
| CART World Series                                                                     |                          |                          |                          |                            |
| 1997                                                                                  | Alex Zanardi             | Ganassi                  | Reynard-Honda            | Patrick Carpentier         |
| CART World Championship Series                                                        |                          |                          |                          |                            |
| 1998                                                                                  | Alex Zanardi             | Ganassi                  | Reynard-Honda            | Tony Kanaan                |
| 1999                                                                                  | Juan Pablo Montoya       | Ganassi                  | Reynard-Honda            | Juan Pablo Montoya         |
| 2000                                                                                  | Gil de Ferran            | Penske                   | Reynard-Honda            | Kenny Bräck                |
| 2001                                                                                  | Gil de Ferran            | Penske                   | Reynard-Honda            | Scott Dixon                |
| 2002                                                                                  | Cristiano da Matta       | Newman/Haas              | Lola-Toyota              | Mario Domínguez            |
| Bridgestone Presents the Champ Car World Series Powered by Ford (sancionada por CART) |                          |                          |                          |                            |
| 2003                                                                                  | Paul Tracy               | Forsythe                 | Lola-Cosworth Ford       | Sébastien Bourdais         |

## Videojuegos
- Indianapolis 500: The Simulation
- ABC Sports Indy Racing
- CART Precision Racing
- CART World Series
- Danny Sullivan's Indy Heat
- Flag to Flag
- Indy 500
- IndyCar Racing
- IndyCar Racing II
- Michael Andretti's Indy Car Challenge
- Newman/Haas IndyCar featuring Nigel Mansell
- Newman/Haas Racing
- CART Fury Championship Racing
- Driven